# Anacranae nuda
Anacranae nuda är en insektsart som beskrevs av Miller, N.C.E. 1934. Anacranae nuda ingår i släktet Anacranae och familjen gräshoppor. Inga underarter finns listade i Catalogue of Life.